# Rock Story
Rock Story es una telenovela brasileña producida y exhibida por la Rede Globo en el tradicional horario de las 19 horas desde 9 de noviembre de 2016, sustituyendo Haja Coração. Es la 89.ª "novela de las siete" exhibida por la emisora. 
Escrita por Maria Helena Nascimento, con la colaboración de Ângela Chaves (sustituida por Eliane Garcia), Cláudio Lisboa, Chico Soares y Daisy Chaves, cuenta con la dirección de Cristiano Marques, Noa Bressane, Pedro Peregrino y Marcelo Zambelli, también cuenta con la dirección general de Maria de Médicis sobre núcleo de Dennis Carvalho.
Es protagonizada por Vladimir Brichta, Nathalia Dill, Alinne Moraes, Rafael Vitti, João Vicente de Castro, Viviane Araújo, Nicolas Prattes, Caio Paduan, Herson Capri, Lorena Comparato, João Vítor Silva, Paulo Betti, Alexandra Richter, Ana Beatriz Nogueira y Marina Moschen.

## Sinopsis
Gui Santiago (Vladimir Brichta) es un ex astro del rock que tuvo mucho éxito en los años 90, pero que hoy sólo aparece en los medios de comunicación debido a los enredos en los que se mete. Y precisamente en medio de esas confusiones tendrá la oportunidad de elegir correctamente los pasos que dará para cambiar su vida.
Diana (Alinne Moraes) es la directora artística de la grabadora que lanzó la carrera profesional de Gui. Una mujer exuberante que sabe cómo conseguir lo que quiere y le gusta la sensación de tener a todos a sus pies. Esa pareja siempre se llevó muy bien y su relación fue intensa, pero las constantes confusiones del roquero y su reciente pelea con el joven astro del momento, Leo Regis (Rafael Vitti), a quien acusa de haberle robado su canción, contribuyeron al fin de su matrimonio. Diana se marcha llevándose a la hija de ambos y, para empeorar las cosas, cambia a Gui por el propio Leo.
Como si su complicada vida no bastara, una asistente social toca a su puerta y le informa que su hijo Zac (Nicolas Prattes), de 16 años, ha sido detenido por tratar de robar una panadería. Ese muchacho es el resultado de una relación fugaz con una fan y a pesar de haberlo registrado como su hijo, Gui nunca lo había visto. La madre de Zac viajó a buscar empleo en otra región y dejó a su hijo solo en casa. Por eso, Gui es ahora el único responsable legal del muchacho y se ve obligado a alojarlo en su casa.
Entonces Gui conoce a Julia (Nathalia Dill), una joven profesora de ballet que busca ayuda luego de haber sido engañada por su novio, quien trato de usarla como "mula" para transportar drogas a los Estados Unidos y ahora es fugitiva de la Justicia. Lo que la chica no sabe es que, aparte de su novio, alguien más participó en la trama delictiva en la que fue víctima: su hermana gemela, Lorena.
Poco a poco, Gui y Julia comienzan a tener una relación más cercana, a pesar de que él se resiste mucho, ya que todavía está confundido sobre lo que siente por Diana. Además del amor que empieza a nacer por Julia, Gui también mejora la relación con su hijo Zac, quien va dejando la rebeldía de lado y termina por convertirse en su compañero de creación de la banda 4.4, su gran apuesta para hacerle sombra a su rival en la música, Leo Regis.
En medio de mucha música, Rock Story narra la transformación de un hombre que solo necesitaba una nueva oportunidad para reinventarse en su carrera musical y en su vida privada.

## Elenco
| Actor/Actriz           | Personaje                                     |
| ---------------------- | --------------------------------------------- |
| Vladimir Brichta       | Guilherme Santiago (Gui)                      |
| Nathalia Dill          | Júlia Monteiro                                |
| Nathalia Dill          | Lorena Monteiro                               |
| Alinne Moraes          | Diana Machado                                 |
| Rafael Vitti           | Leonardo Régis da Conceição (Léo Régis / Léo) |
| João Vicente de Castro | Lázaro Vasconcelos                            |
| Caio Paduan            | Alexandre Palhares (Alex) / Evandro Norris    |
| Nicolas Prattes        | Zacarias Silveira Santiago (Zac)              |
| Marina Moschen         | Yasmin Aparecida da Conceição                 |
| João Vítor Silva       | Antônio Carlos do Rosário (Tom)               |
| Ana Beatriz Nogueira   | Ednéia da Conceição (Néia)                    |
| Herson Capri           | Salomão Machado (Gordo)                       |
| Júlia Rabello          | Marisa Palhares                               |
| Paulo Betti            | Haroldo Sabóia                                |
| Suzy Rêgo              | Gilda Sabóia                                  |
| Viviane Araújo         | Edith do Rosário                              |
| Thelmo Fernandes       | Nelson do Rosário                             |
| Helga Nemeczyk         | Glenda Gonzales                               |
| Danilo Mesquita        | Nicolau Sabóia                                |
| Joana Borges           | Luana                                         |
| Maicon Rodrigues       | João Fulgêncio da Costa (JF)                  |
| Lorena Comparato       | Vanessa do Rosário                            |
| Mariana Vaz            | Bianca Barroso                                |
| Paulo Verlings         | Romildo                                       |
| Leandro Daniel         | William José                                  |
| Leandro Daniel         | Tía Lurdes                                    |
| Alexandra Richter      | Eva Barroso                                   |
| Antônia Morais         | Manuela (Manu)                                |
| Enzo Romani            | Jaílson dos Santos                            |
| Lara Cariello          | Chiara Machado Santiago                       |
| Gabriel Louchard       | Ramón Cavalcante                              |
| Lais Pinho             | Amanda Gonzales do Rosário                    |
| Rocco Pitanga          | Dr. Daniel                                    |
| Fabi Bang              | Nina                                          |
| Guilherme Logulo       | Agemiro (Miro)                                |
| Kizi Vaz               | María Fernanda (Nanda)                        |
| Cristina Mullins       | Zuleica (Zu)                                  |
| Thiago Justino         | Luiz da Costa (Luizão)                        |
| Lara Lazzaretti        | Sylvia (Syl)                                  |
| Marjorie Gerardi       | Tainá                                         |
| Júlia Marini           | Astrid                                        |
| Max Lima               | Paçoca                                        |
| Ravel Andrade          | Eduardo (Du)                                  |
| Rodrigo dos Santos     | Dr. Roberto                                   |

### Participaciones especiales
| Actor/Actriz         | Personaje                                       |
| -------------------- | ----------------------------------------------- |
| Luan Santana         | Mutante                                         |
| Ana Cecília Costa    | Mariane Silveira                                |
| Evandro Mesquita     | Almir Régis                                     |
| Laila Garin          | Ana Laura Blanco (Laila)                        |
| Camila Queiroz       | Luiza Guimarães (de Pega Pega)                  |
| Milton Nascimento    | él mismo                                        |
| Thiago Rodrigues     | Tiago Lopes                                     |
| Giovana Cordeiro     | Stefany                                         |
| Daniel Erthal        | Chris                                           |
| Fernando Vieira      | Artur (productor de Vittoria and The Hyde Park) |
| Lu Grimaldi          | Gloria Braga                                    |
| Louise D'Tuani       | Beatriz                                         |
| Júlia Konrad         | Samira                                          |
| Lilian Valeska       | Dionésia                                        |
| Nicola Lama          | Ricardo                                         |
| Simon Petracchi      | Salvatore                                       |
| Augusto Zacchi       | Ivan                                            |
| Tamara Taxman        | Vanda                                           |
| Carol Garcia         | Tina                                            |
| Tainá Medina         | Joana                                           |
| Luan Vieira          | Caio                                            |
| Lázaro Ramos         | Mister Brau                                     |
| Taís Araújo          | Michele Brau                                    |
| Cláudia Alencar      | Tetê Lima                                       |
| Bruno Bôer           | Jaiminho                                        |
| Pedroca Monteiro     | Marciano Filho                                  |
| Caike Luna           | Cassiano Júnior                                 |
| Marcello Antony      | Jorginho                                        |
| Danilo Sacramento    | Miguel                                          |
| Oscar Calixto        | Carlos Barbosa                                  |
| Luciano Vidigal      | Betão                                           |
| Avellar Love         | Augusto                                         |
| João Vithor Oliveira | Rafael (Rafa)                                   |
| Eduardo Tornaghi     | Eric                                            |
| Alcione Mazzeo       | Delfina                                         |
| Aramis Trindade      | Chumbrega                                       |
| Renata Celidônio     | Inês                                            |
| Gustavo Ottoni       | Inspetor Mendes                                 |
| Caio Lucas Leão      | Wellington                                      |
| Thayla Luz           | Natália                                         |
| Christopher Heinrich | Frederico (Fred)                                |
| Alessandra Verney    | Dra. Patrícia                                   |
| Antonio Macalão      | Alfredo Pandeiro                                |
| Diego Marques        | Carlinhos Cavaquinho                            |
| Selma Lopes          | Doña Sônia                                      |
| Garcia Jr.           | Neto (detective de policía)                     |
| Rosana Viegas        | Socorro                                         |
| Rafaela Amado        | Celi                                            |
| Samir Murad          | Director del presidio                           |
| Iná de Carvalho      | Doña Gilsa                                      |
| Amanda Grimaldi      | Duda                                            |
| Camila Mayrink       | Tamires                                         |
| Lana Rhodes          | Paula                                           |
| Giselle Prattes      | Tereza                                          |
| Carlos Loffler       | Bóris                                           |
| Ana Paula Botelho    | Carcereira                                      |
| André Nunes          | Capeta (camarógrafo)                            |
| Tony Bellotto        | él mismo                                        |
| Ana Furtado          | ella misma                                      |
| Luciano Huck         | él mismo                                        |
| Felipe Andreoli      | él mismo                                        |
| Lair Rennó           | él mismo                                        |
| Paulo Ricardo        | él mismo                                        |
| Lucas Lucco          | él mismo                                        |
| Tiago Iorc           | él mismo                                        |
| Sophia Abrahão       | ella misma                                      |
| Paula Toller         | ella misma                                      |
| Charles Myara        | Capitán Wellington                              |
| Paulo Giardini       | Alberto                                         |
| Breno Nina           | Ivo                                             |
| Thaíz Schmitt        | María Fernanda Vergara López                    |
| André Lamoglia       |                                                 |